# Irvingia gabonensis
Irvingia gabonensis är en tvåhjärtbladig växtart som först beskrevs av Aubry-Lecomte och O'Rorke, och fick sitt nu gällande namn av Henri Ernest Baillon. Irvingia gabonensis ingår i släktet Irvingia och familjen Irvingiaceae. IUCN kategoriserar arten globalt som nära hotad. Inga underarter finns listade i Catalogue of Life.

## Bildgalleri

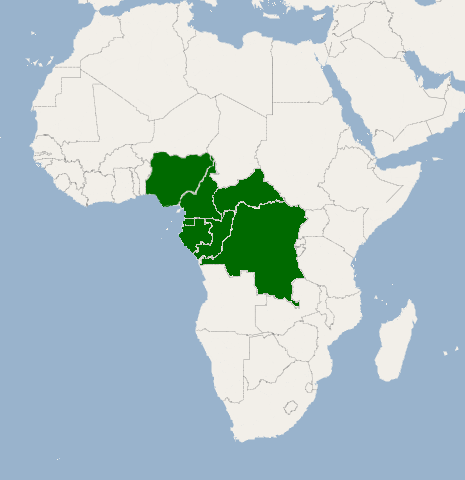